# Martin Adamec
Martin Adamec (Levice, 14 agosto 1998) è un calciatore slovacco, centrocampista del Marsaxlokk.

## Carriera

### Club
Ha giocato nella massima serie dei campionati polacco, slovacco, estone e maltese.

### Nazionale
Nel 2019 ha giocato 8 partite con la nazionale slovacca Under-21.

## Statistiche

### Presenze e reti nei club
Statistiche aggiornate al 30 dicembre 2022.
| Stagione             | Squadra              | Campionato           | Campionato | Campionato | Coppe nazionali | Coppe nazionali | Coppe nazionali | Coppe continentali | Coppe continentali | Coppe continentali | Altre coppe | Altre coppe | Altre coppe | Totale | Totale |
| Stagione             | Squadra              | Comp                 | Pres       | Reti       | Comp            | Pres            | Reti            | Comp               | Pres               | Reti               | Comp        | Pres        | Reti        | Pres   | Reti   |
| -------------------- | -------------------- | -------------------- | ---------- | ---------- | --------------- | --------------- | --------------- | ------------------ | ------------------ | ------------------ | ----------- | ----------- | ----------- | ------ | ------ |
| 2016-2017            | St. Pölten II        | RL                   | 23         | 3          |                 | -               | -               |                    | -                  | -                  |             | -           | -           | 23     | 3      |
| 2017-2018            | St. Pölten II        | RL                   | 16         | 0          |                 | -               | -               |                    | -                  | -                  |             | -           | -           | 16     | 0      |
| Totale St. Pölten II | Totale St. Pölten II | Totale St. Pölten II | 39         | 3          |                 | -               | -               |                    | -                  | -                  |             | -           | -           | 39     | 3      |
| lug.-dic. 2018       | Wigry Suwałki        | 1L                   | 19         | 6          | CP              | 3               | 0               |                    | -                  | -                  |             | -           | -           | 22     | 6      |
| gen.-giu. 2019       | Jagiellonia          | EK                   | 8          | 0          | CP              | 0               | 0               |                    | -                  | -                  |             | -           | -           | 8      | 0      |
| 2019-gen. 2020       | Odra Opole           | 1L                   | 14         | 1          | CP              | 1               | 0               |                    | -                  | -                  |             | -           | -           | 15     | 1      |
| mar.-giu. 2020       | Wigry Suwałki        | 1L                   | 4          | 0          | CP              | -               | -               |                    | -                  | -                  |             | -           | -           | 4      | 0      |
| 2020-feb. 2021       | Nitra                | SL                   | 16         | 2          | CS              | 2               | 0               |                    | -                  | -                  |             | -           | -           | 18     | 2      |
| feb.-giu. 2021       | Pohronie             | SL                   | 14         | 0          | CS              | 0               | 0               |                    | -                  | -                  |             | -           | -           | 14     | 0      |
| 2021-2022            | Pohronie             | SL                   | 14         | 0          | CS              | 3               | 0               |                    | -                  | -                  |             | -           | -           | 17     | 0      |
| Totale Pohronie      | Totale Pohronie      | Totale Pohronie      | 28         | 0          |                 | 3               | 0               |                    | -                  | -                  |             | -           | -           | 31     | 0      |
| Totale carriera      | Totale carriera      | Totale carriera      | 128        | 12         |                 | 9               | 0               |                    | -                  | -                  |             | -           | -           | 137    | 12     |

## Palmarès

### Club

#### Competizioni nazionali
- 2. Liga: 1

Komárno: 2023-2024